# 장뤼크 브라사르
장뤼크 브라사르(프랑스어: Jean-Luc Brassard, 1972년 8월 24일~)는 캐나다의 전직 프리스타일 스키 선수로 주 종목은 모굴이다. 1994년 동계 올림픽 남자 모굴 금메달을 획득했으며 세계 선수권 대회에서 금메달 2개, 은메달 1개를 획득했다.